# Florence Nater
Florence Nater, née le 2 avril 1969 à La Chaux-de-Fonds (originaire de Chézard-Saint-Martin et d'Erlen), est une personnalité politique neuchâteloise, membre du Parti socialiste suisse. Elle est conseillère d'État neuchâteloise depuis le 25 mai 2021. 

## Biographie
Florence Nater naît le 2 avril 1969 à la Chaux-de-Fonds. Elle est originaire d'une autre commune neuchâteloise, Chézard-Saint-Martin, et d'Erlen, en Thurgovie. Elle a un frère et une sœur aînés. Son père est ouvrier dans l'industrie horlogère et sa mère, Suzanne, née Calame, est vendeuse puis mère au foyer,.
Elle grandit à Saint-Imier. Son père décède après quelques années de maladie en 1982, alors qu'elle n'a que 13 ans, forçant sa mère à reprendre un travail. Après un diplôme de l'École de commerce en 1988, elle travaille quelques années dans le secteur du tourisme puis obtient en 1994 un diplôme d'assistante sociale à l'École d'études sociales et pédagogiques de Lausanne (prédécesseur de la Haute École de travail social et de la santé),.
Elle travaille plusieurs années comme assistante sociale dans la Broye fribourgeoise, puis, à partir de mars 2002 pour rapprocher son lieu de travail de son lieu de vie, à l’Association neuchâteloise d’accueil et d’action psychiatrique, où elle devient coordinatrice responsable à partir de 2006,. En septembre 2013, elle reprend la direction de l’organisation faîtière romande des associations d’action en santé psychique,,. Elle y assure en particulier la responsabilité opérationnelle de la campagne de promotion de la santé mentale articulée autour de la plateforme santépsy.ch,.
Elle est notamment engagée depuis 2009 au sein de Forum Handicap Neuchâtel, dont elle assure la présidence depuis 2010,.
Elle préside la Fondation ch pour la collaboration confédérale depuis juillet 2022.
Elle est célibataire, en couple avec le médecin généraliste Albin Tzaut, avec qui elle a deux filles,,, nées en 2001 et 2004. L'aînée, Zoé, est également engagée en politique au Parti socialiste et siège au législatif de La Grande Béroche,.

## Parcours politique
Selon ses propres dires, la non-élection de Lilian Uchtenhagen au Conseil fédéral en 1983 et les failles du système de sécurité sociale qu'elle constate dans son travail d'assistante sociale sont à l'origine de son engagement politique. 
Membre du Parti socialiste depuis 2001, elle entre en 2003 au Conseil général (législatif) de Corcelles-Cormondrèche en cours de législature. Réélue en 2004, elle y siège jusqu’en 2005, date à laquelle elle déménage dans la commune de Bevaix. 
Après s'être consacrée quelques années à son activité professionnelle et à ses deux enfants, elle est candidate au Conseil national et au Conseil des États en 2011,. Elle réalise deux bons scores, mais n'est pas élue. La même année, elle entre en cours de législature au Conseil général de Bevaix. Réélue en 2012, elle est élue au Conseil communal (exécutif) de Bevaix en juin 2012, où elle prend la tête des travaux publics et services industriels. Elle est élue présidente du Conseil communal en 2014. Réélue en 2016, elle reprend le dicastère des travaux publics et de la forêt. Elle œuvre au processus de fusion, acceptée en novembre 2016, des communes de Bevaix, Saint-Aubin-Sauges, Gorgier, Montalchez, Fresens et Vaumarcus, qui forment la nouvelle commune de La Grand Béroche le 1er janvier 2018. Elle siège à l’exécutif bevaisan jusqu’au 31 décembre 2017, puis au législatif de la nouvelle commune jusqu'au 31 décembre 2018.
Elle est élue députée au Grand Conseil neuchâtelois en 2013 et réélue en avril 2017. Elle siège dans la commission des finances, la commission de la santé (dont elle assure la présidence depuis l’été 2019) et la commission des prestations sociales, ainsi que dans les commissions temporaires Réforme SPEJ et Gestion des déchets urbains et sites pollués. 
En juin 2017, elle reprend la présidence du Parti socialiste neuchâtelois, fonction qu’elle assume jusqu’en janvier 2021.

### Conseil d'État
En novembre 2020, elle se porte candidate au Conseil d’État pour les élections cantonales du 18 avril 2021. Elle est élue avec le troisième meilleur résultat sur les cinq élus,,,,. En fonction depuis le 25 mai 2021, elle dirige le nouveau Département de l'emploi et de la cohésion sociale. 